# 第106步兵師 (德國國防軍)
第106步兵師（德語：106. Infanterie-Division）是納粹德國國防軍陸軍的一個步兵師。該師於1940年11月組建。
該師組建後，首次作戰為參與1941年6月的巴巴羅薩行動。此後該師一直在東線作戰。該師於1944年8月第二次雅西-奇西瑙攻勢被殲，同年10月正式解散。
| 日期          | 軍     | 軍團          | 集團軍           | 区域                       |
| ------------- | ------ | ------------- | ---------------- | -------------------------- |
| 1940年12月    | 创建   | 创建          | 创建             | 创建                       |
| 1941年5月     | 第6軍  | 第2装甲集团军 |                  | 科隆                       |
| 1941年7月20日 | 第20军 | 第9軍團       | 中央集团军群     | 比亚韦斯托克               |
| 1941年7月29日 | 第57军 |               | 中央集团军群     | 维尔纳（今維爾紐斯）       |
| 1941年8月9日  | 第5军  | 第9軍團       | 中央集团军群     | 斯摩棱斯克                 |
| 1941年10月    | 第5军  | 第3装甲集团军 | 中央集团军群     | 瓦贾斯玛                   |
| 1941年11月    | 第5军  | 第4装甲集团军 | 中央集团军群     | 莫斯科                     |
| 1942年1月     | 第5军  | 第4装甲集团军 | 中央集团军群     | 格沙茨克（今加加林）       |
| 1942年2月     | 第9军  | 第4装甲集团军 | 中央集团军群     | 格沙茨克（今加加林）       |
| 1942年3月     | 第5军  | 第4装甲集团军 | 中央集团军群     | 格沙茨克（今加加林）       |
| 1942年5月     | 第37军 | 第15軍團      | D集團軍          | 北法国                     |
| 1942年6月     | 第82军 | 第15軍團      | D集團軍          | 圣奥马尔                   |
| 1943年1月     | 第82军 | 第15軍團      | D集團軍          | 圣奥马尔                   |
| 1943年3月     | 第38军 | 肯普夫        | 南方集团军群     | 哈爾科夫                   |
| 1943年4月     | 第38军 | 肯普夫        | 南方集团军群     | 哈爾科夫                   |
| 1943年5月     | 第38军 | 肯普夫        | 南方集团军群     | 哈爾科夫                   |
| 1943年6月     | 第11军 | 肯普夫        | 南方集团军群     | 哈爾科夫                   |
| 1943年9月     | 第11军 | 第8集团军     | 南方集团军群     | 克雷门舒格（今克雷門丘克） |
| 1943年12月    | 第37军 | 第8集团军     | 南方集团军群     | 基洛沃格勒                 |
| 1944年1月     | 第37军 | 第8集团军     | 南方集团军群     | 第涅普尔                   |
| 1944年4月     | 第37军 | 第8集团军     | 南乌克兰集团军群 | 普鲁特                     |
| 1944年5月     | 第7军  | 第8集团军     | 南乌克兰集团军群 | 奇西瑙（今基希讷乌）       |
| 1944年6月     | 第7军  | 第6集团军     | 南乌克兰集团军群 | 奇西瑙（今基希讷乌）       |
| 1945年3月     | 改制   | 改制          | 改制             | 改制                       |
| 1945年4月     | 第64军 | 第19軍團      | 西方總司令       | 黑森林                     |

## 註腳
1. ↑  Mitcham（2007年）